# Pierre-Antoine Bozo
Pierre-Antoine Étienne Marie Bozo (Argentan, 14 marzo 1966) è un vescovo cattolico francese, dal 19 agosto 2025 vescovo coadiutore di La Rochelle.

## Biografia
Proveniente da una famiglia impegnata nelle corse ippiche, è figlio di Antoine, direttore degli allevamenti di Mortrée e Mézeray, e di Claire Roquette.

### Formazione e ministero sacerdotale
Dopo aver studiato giurisprudenza all'Università di Caen-Normandia, ha ricevuto la sua formazione in teologia dogmatica presso la Pontificia Università Gregoriana.
Il 3 luglio 1994 è ordinato per la diocesi di Séez. Viene poi nominato vicario parrocchiale ad Alençon, dal 1995 è anche cappellano della pubblica istruzione e degli studenti di Alençon, e dal 1997 responsabile diocesano del servizio vocazionale. 
Dallo stesso anno è professore presso il Centro di studi teologici di Caen e dal 2003 responsabile diocesano per la pastorale giovanile. Nel 2007 diviene vicerettore del seminario interdiocesano di Caen, e dal 2012 ne è rettore. Nel frattempo, nel 2011 è nominato vicario episcopale per la diocesi di Séez, e nel 2015 è nominato vicario generale della diocesi.

### Ministero episcopale
L'11 maggio 2017, papa Francesco lo nomina vescovo di Limoges, ricevendo la consacrazione episcopale il 3 settembre successivo dalle mani dell'arcivescovo Pascal Wintzer, arcivescovo metropolita di Poitiers, co-consacranti il vescovo Jacques Habert, vescovo di Séez e l'arcivescovo François Kalist, arcivescovo metropolita di Clermont e suo predecessore a Séez.
Nel marzo 2020 compie la visita ad limina.

## Genealogia episcopale
La genealogia episcopale è:
- Cardinale Scipione Rebiba
- Cardinale Giulio Antonio Santori
- Cardinale Girolamo Bernerio, O.P.
- Arcivescovo Galeazzo Sanvitale
- Cardinale Ludovico Ludovisi
- Cardinale Luigi Caetani
- Cardinale Ulderico Carpegna
- Cardinale Paluzzo Paluzzi Altieri degli Albertoni
- Papa Benedetto XIII
- Papa Benedetto XIV
- Papa Clemente XIII
- Cardinale Marcantonio Colonna
- Cardinale Giacinto Sigismondo Gerdil, B.
- Cardinale Giulio Maria della Somaglia
- Cardinale Carlo Odescalchi, S.I.
- Vescovo Eugène de Mazenod, O.M.I.
- Cardinale Joseph Hippolyte Guibert, O.M.I.
- Cardinale François-Marie-Benjamin Richard
- Vescovo Marie-Prosper-Adolphe de Bonfils
- Cardinale Louis-Ernest Dubois
- Cardinale Georges-François-Xavier-Marie Grente
- Arcivescovo Marcel-Marie-Henri-Paul Dubois
- Cardinale François Marty
- Cardinale Jean-Marie Lustiger
- Arcivescovo Albert Jean-Marie Rouet
- Arcivescovo Pascal Wintzer
- Vescovo Pierre-Antoine Bozo